# Ivar Sjölin
Ivar Sven Lennart Sjölin (Lidköping, 28 settembre 1918 – Lidköping, 10 settembre 1992) è stato un lottatore svedese, specializzato nella lotta libera.

## Palmarès
- Giochi olimpici

Londra 1948: argento nella lotta libera pesi piuma.